# アムステルダム市庁舎の評議会室
『アムステルダム市庁舎の評議会室』（アムステルダムしちょうしゃのひょうぎかいしつ、西: La sala del concejo del ayuntamiento de Ámsterdam, 英: The Council Chamber in Amsterdam Town Hall）は、17世紀オランダ絵画黄金時代の画家ピーテル・デ・ホーホが1663-1665年ごろ、キャンバス上に油彩で制作した絵画である。現在、マドリードのティッセン＝ボルネミッサ美術館に所蔵されている。

## 作品
本作は、その絵画としての質の点だけでなく、歴史的価値という点でも非常に重要である。というのは、アムステルダム市庁舎 (現在のアムステルダム王宮) の評議会室が本来の装飾された状態で再現されているからである。また、歩いたり、会話をしたりしている人々は、当時流行していた衣服というものを示している。

この絵画は、1908年に研究者ホフステーデ・デ・フロート により以下のように記述されている。
180. 大きな集団のいるアムステルダム市庁舎の市長室。部屋の真ん中に、付柱に支えられたコーニスとフリーズが付いた暖炉がある。その上には大きな絵画が掛けられている。右側には、2段の窓がある。左側には、窓のあるもう1つの部屋が見える。左から男女の連れが入ってきている。婦人は赤色と黄色の衣服を、紳士は黒色の衣服を纏っている。紳士は、称賛の表情で天井を指している。右側前景には、やはり上を見上げているもう1人の紳士がいる。彼は切込みのある袖のついた茶色と黄色の衣服を纏い、杖を持っている。彼の左横には犬がいる。横顔の婦人が右側の窓から外を見ている。暖炉の前のテーブルの周囲には6人の集団がおり、そのうちの少年と少女は鑑賞者を見つめている。左側の高いところには、大きな赤茶色のカーテンが掛かっている。床には、黒色と白色のタイルが敷かれている。右側の壁は、ほとんど天井まで縞模様の材質で覆われている。暖炉の上の絵画は、フェルディナント・ボルによる『ファブリシウスとピュロス (Fabricius and Pyrrhus) 』の物語である。下には、ヨースト・ファン・デン・フォンデルによる4つの有名な韻文がある。これにより、場面がアムステルダム市庁舎 (Amsterdam Town Hall) の市長室であることがわかる。前景の犬は最初、中央右寄りではなく、左側に配されていた。絵画は色調の点で暗いが、それでも非常に良い。キャンバス、縦41インチ、横30インチ。現在、エストニアのヴァーナ (Faehna) にあるフォン・シュタッケルベルク (Von Stackelberg) のコレクションにある。
本作に描かれている市長室は、当時のアムステルダム市庁舎のダム広場側にある2つの市長室のうちの1つである。暖炉は、2室のうちの大きな部屋にあるものが表されている。左側の通路は、正面の市長室へと続く実際の通路を想像力で変えたもので、本当は外ではなく法廷を見下ろすようになっている。なお、現在では、絨毯が大理石の床の大部分を覆っている。

## ギャラリー

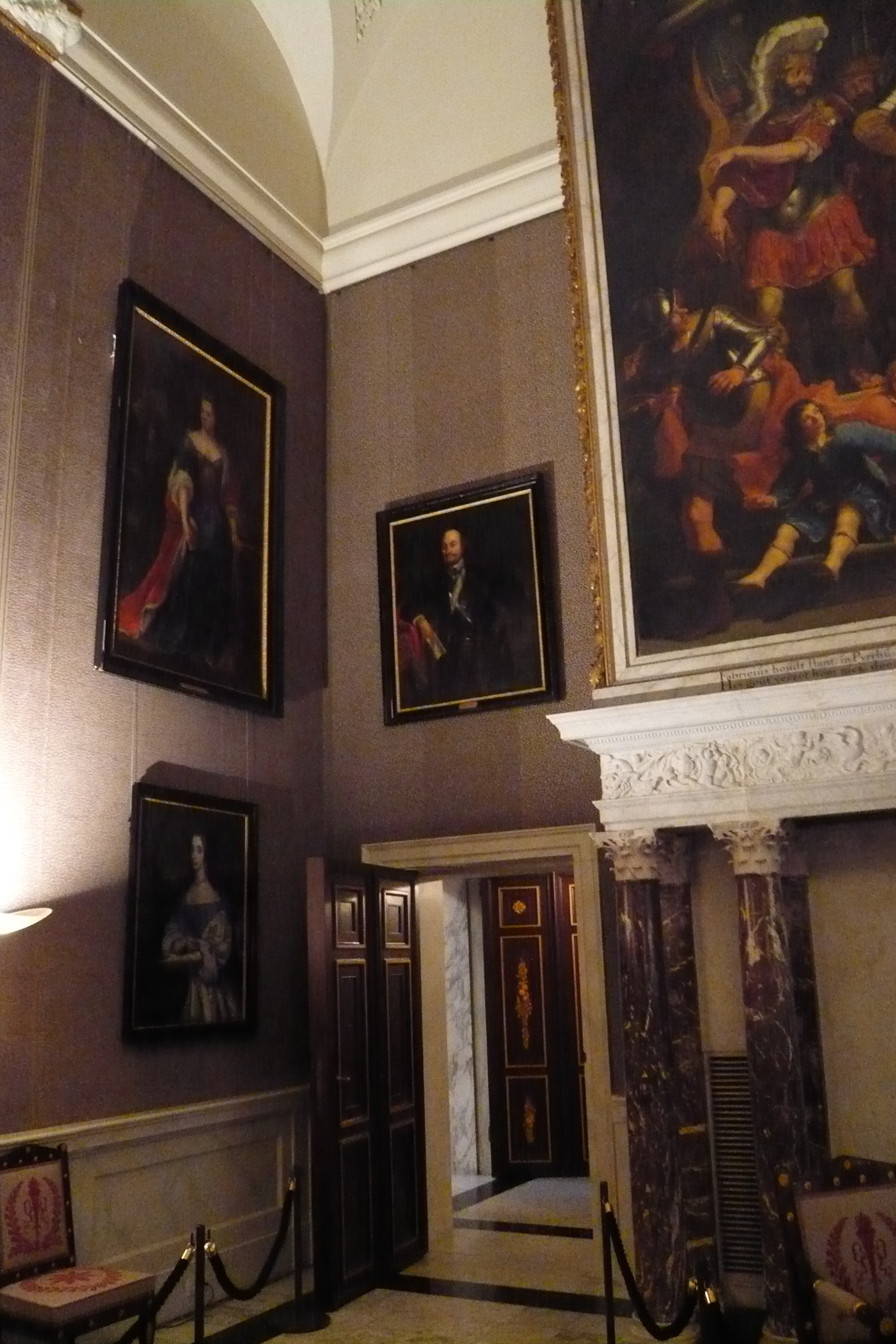
市長室への通路と、絵画に描かれている暖炉の左側が見える市長室の光景
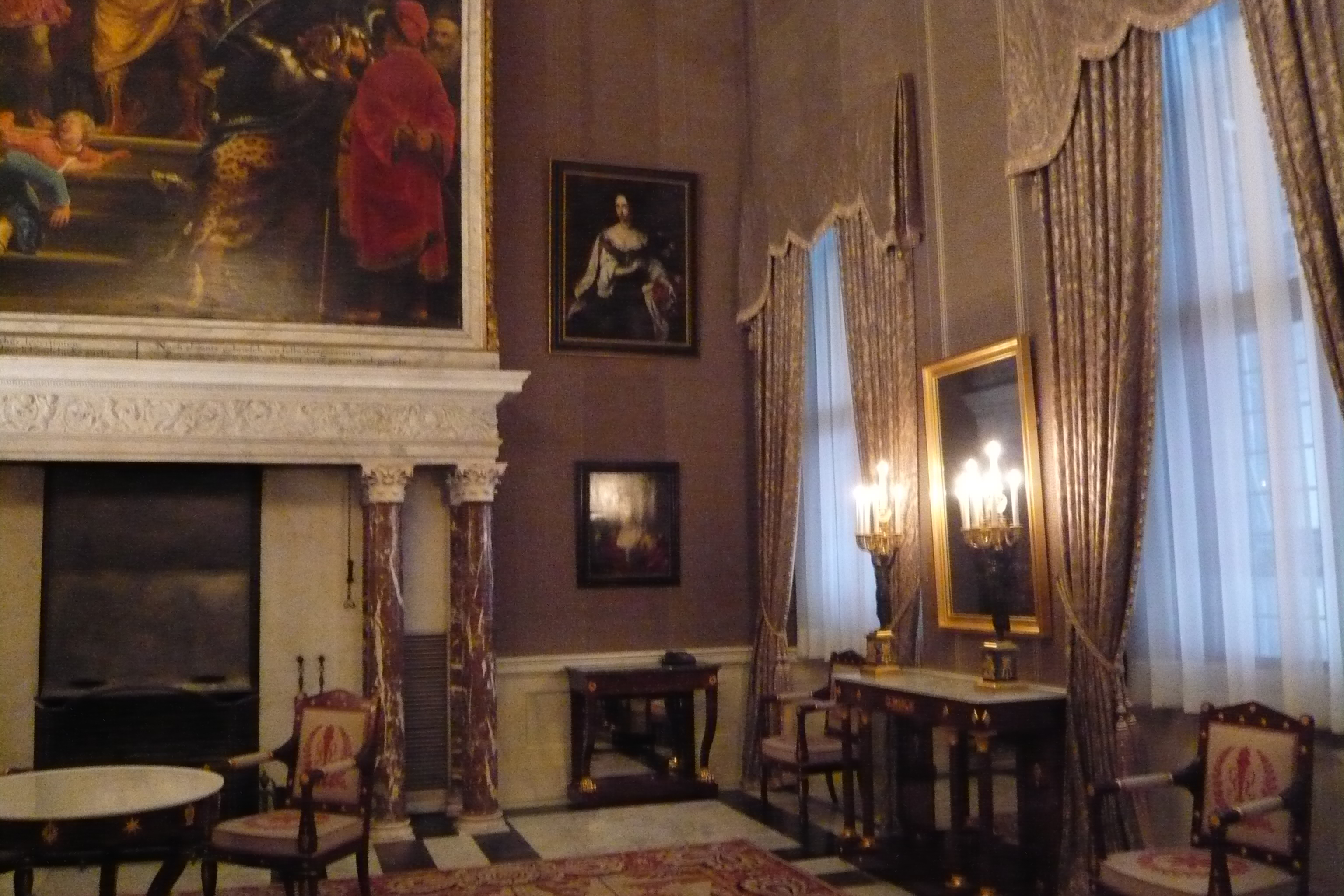
絵画に描かれている暖炉の右側が見える市長室の光景
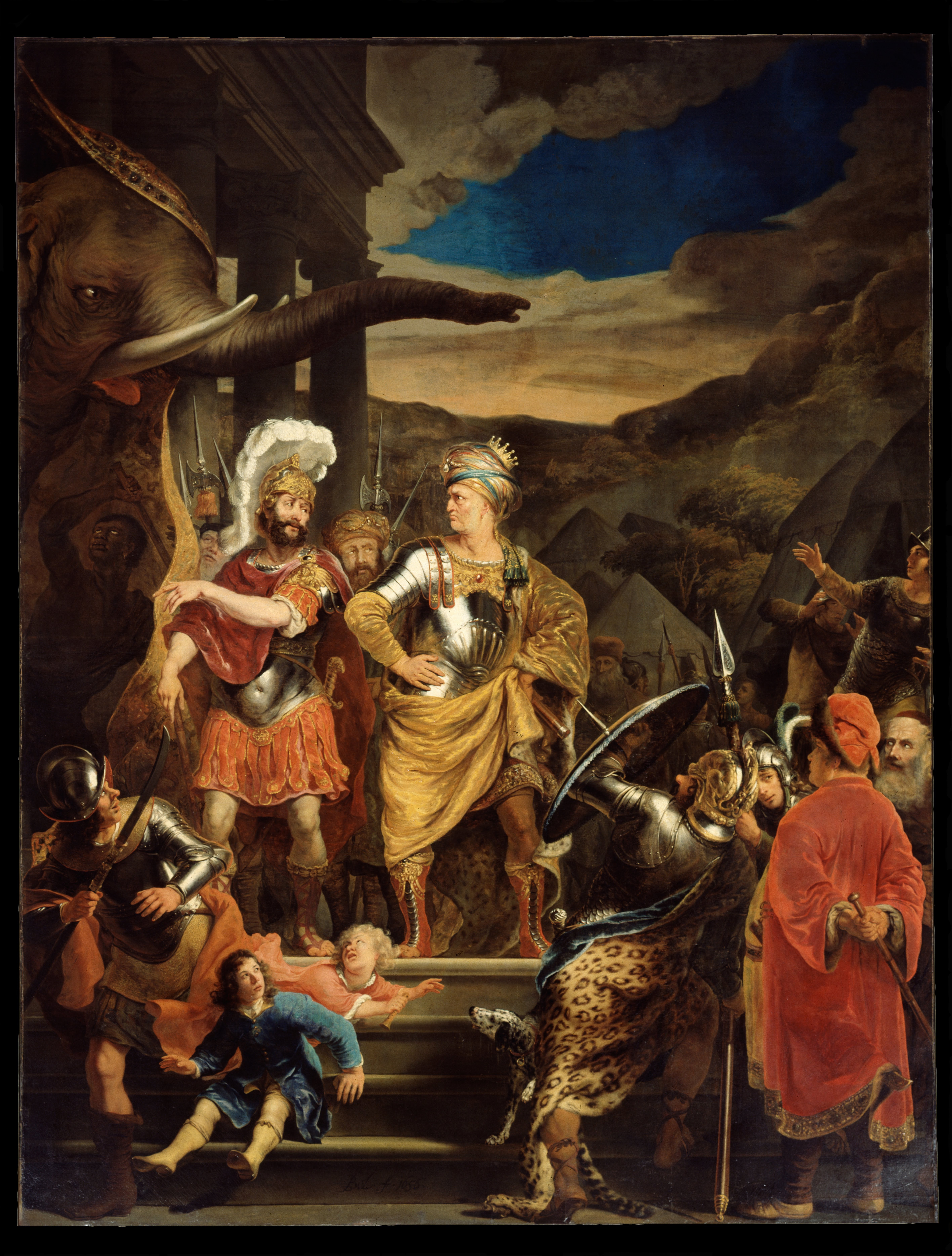
フェルディナント・ボルの『ファブリティウスとピュロス』

デ・ホーホは、市庁舎内部の光景を何点かの絵画に描いている。

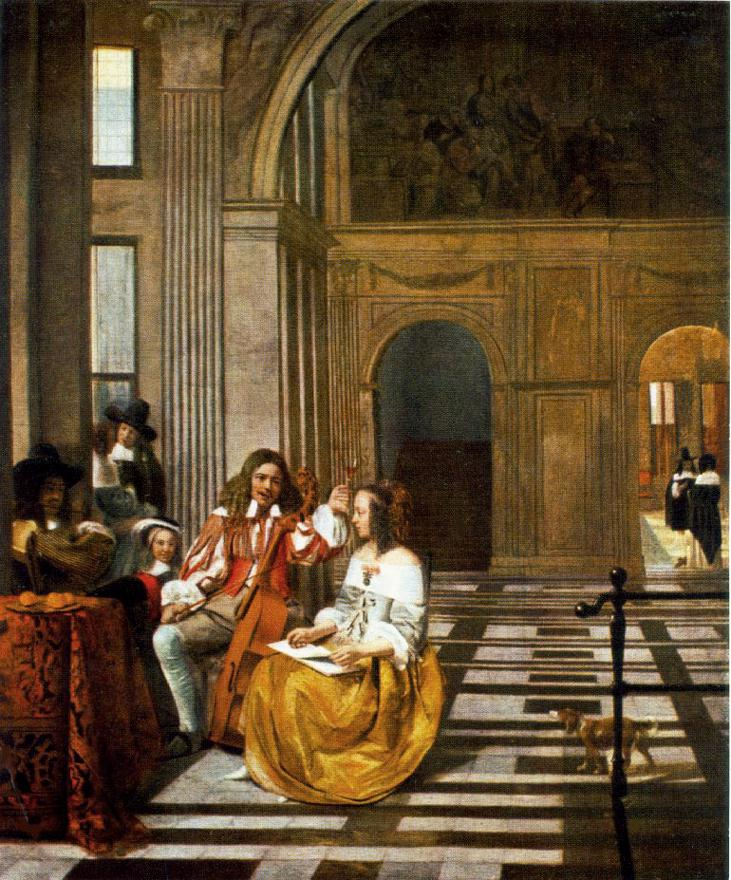
『広間での音楽会』
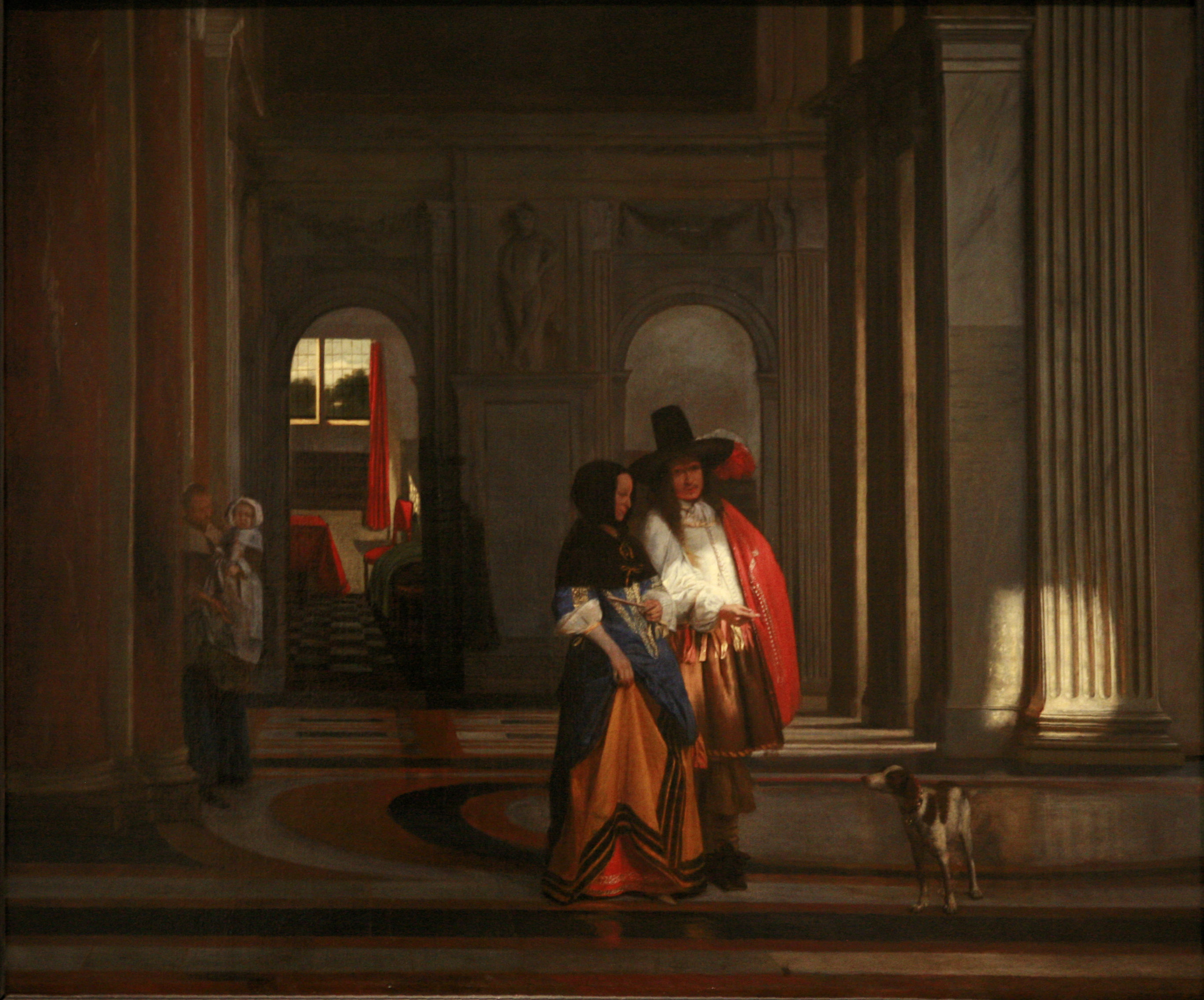
『アムステルダム市庁舎内の散策』
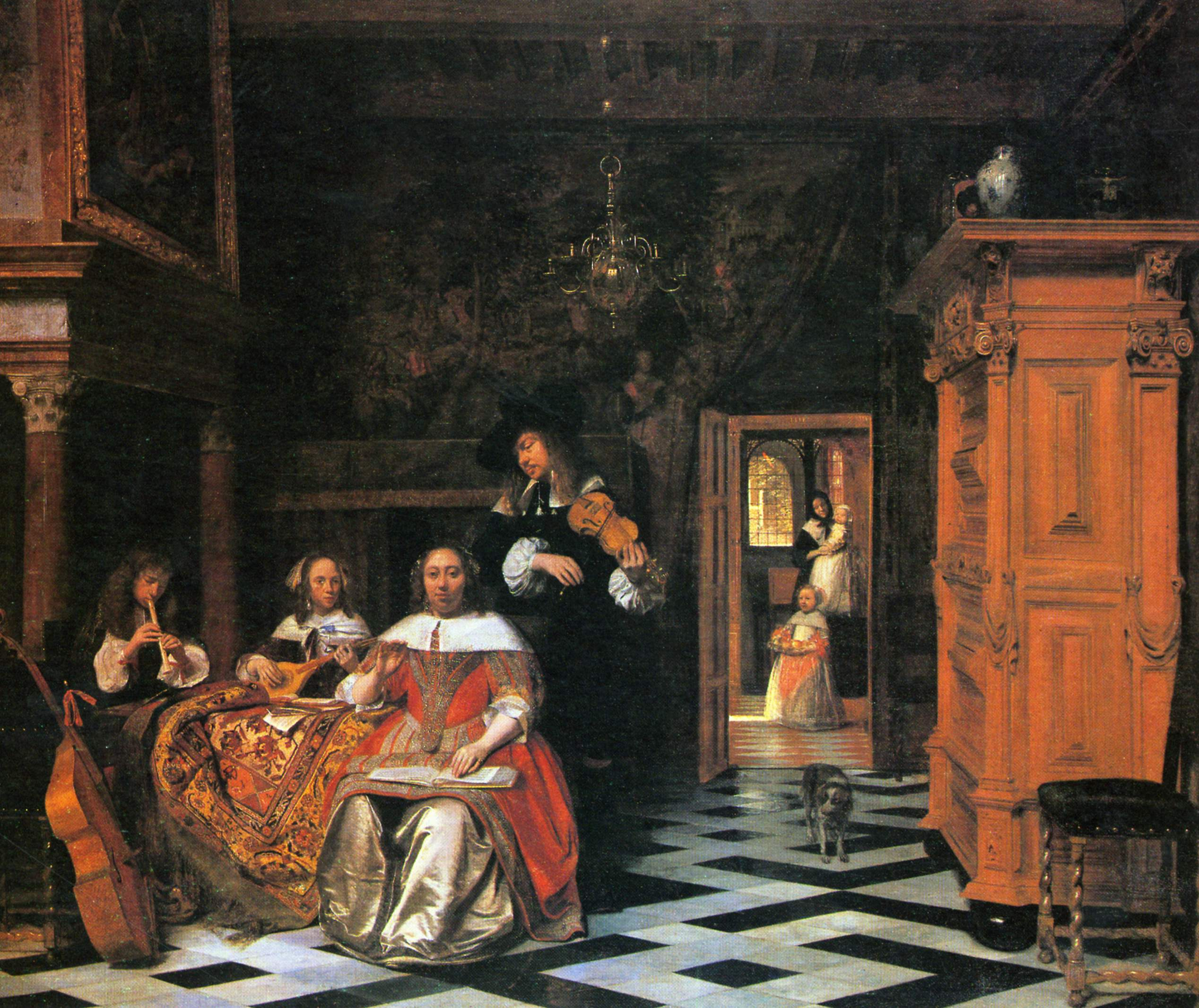
『音楽を演奏する家族』は市庁舎に設定されていないが、左側に同じ暖炉を表している。
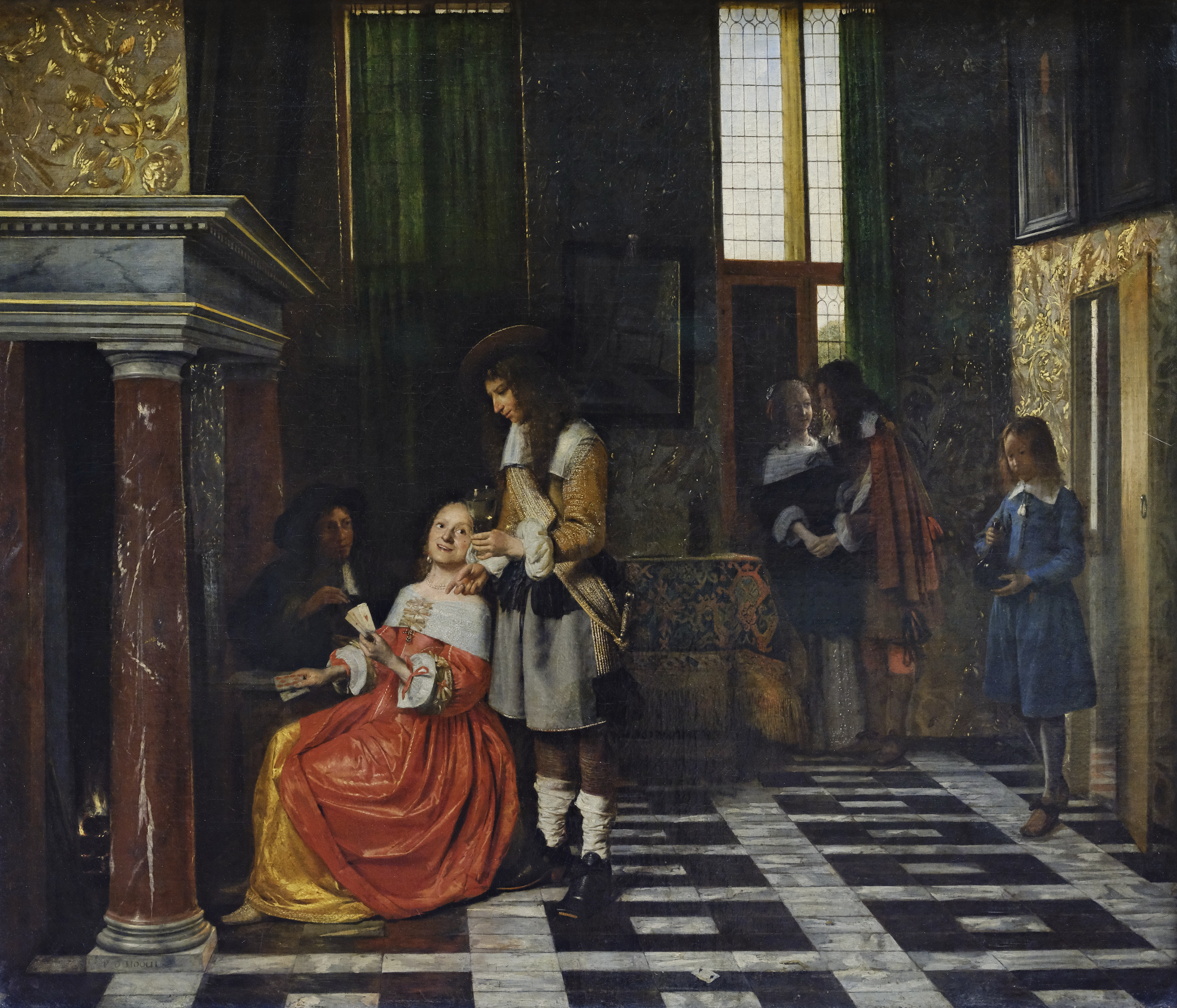
『豪華な部屋でカード遊びをする人々』には、暖炉 (左側) と窓が見える。しかし、右側には壁がある。実際の市長室には、向き合う2つの暖炉がある。